# Výkleky
Výkleky är en ort i Tjeckien.   Den ligger i regionen Olomouc, i den östra delen av landet, 230 km öster om huvudstaden Prag. Výkleky ligger 316 meter över havet och antalet invånare är 271.
Terrängen runt Výkleky är platt åt sydväst, men åt nordost är den kuperad.Runt Výkleky är det ganska tätbefolkat, med 124 invånare per kvadratkilometer. Närmaste större samhälle är Olomouc, 16,7 km väster om Výkleky. I omgivningarna runt Výkleky växer i huvudsak blandskog.